# 王德志
王德志（Heng Teik Chee，1975年—）是马来西亚华人男性漫画家，来自檳城大山腳。代表作為《平旦漫畫》。

## 生平

### 早年
王德志在小學時期便喜歡開玩笑和繪畫。《哆啦A夢》、《老夫子》、《鹹蛋超人》、《蜘蛛俠》、莫尔迪略畫作等都是他的啟蒙動漫作品，也經常在練習薄中作畫。王德志曾經根據《漫畫少年》的可愛畫風進行模仿，但出於不滿意的成果，便決定開始發展自己的畫風。
由於王德志時常以課堂上戀愛故事作為漫畫主題，因此同學們都會彼此爭奪閱讀漫畫的機會，從中了解到彼此的感情瓜葛。上獨立中學時已失去讀書興趣，名落孫山，還留級數次。王德志在高中二時輟學。
19歲，王德志就讀于吉隆坡The One Academy專藝美術學院。因教學方式限制了創意自由，一年後，他決定途中輟學，轉而在自家經營的布店工作。21歲，深受大馬地歌手阿牛和光良品冠的名氣影響下，王德志立志成為漫畫家。他辭去布店的工作，回到母校大山腳日新獨立中學協助編寫學校刊物。

### 創作《平旦漫畫》和創立平旦漫畫出版社
為了填補日新獨立中學《向日葵》刊物的版位空缺，王德志的中學老師陳強華要求他繪製十版漫畫。1997年7月，《平旦漫畫》就此誕生。與此同時，陳強華也在未告知王德志的情況下，將原稿投稿至《星洲日報》，並成為該報刊登內容之一。兩個月後，王德志也接到《學海》的十頁漫畫委託，並因此獲得良好反應。《平旦漫畫》在《學海》連載一年後，新加坡《聯合早報》提出轉載請求，使其聲名遠播海外。同年22歲，王德志返回美術學院繼續進修。《平旦漫畫》在多份報刊連載三年後，王德志推出本作的創刊號，並於全馬發行。儘管銷售反應不理想，六千本中僅售出五百本，其餘五千五百本最終作為廢紙售往舊報紙回收廠。
2001年，王德志在大將出版社工作，並且從中吸取書籍印刷和出版經驗。2002年，王德志創立平旦漫畫出版社（Pington Publishing），並且與妻子共同經營。2008年，《平旦漫畫》總銷售量高達一萬本以上。

### 家庭與個人生活
王德志擁有兩位長姊和一位賢弟。已婚人士，妻子蔡历骐，育有一男一女（女兒就讀日新独中）。愛好是閱讀和聽音樂，也對大乘佛教書籍感興趣。

## 作畫風格
王德志善於傳統和數碼繪畫。繪畫創作方式以馬來西亞與日本漫畫各式為主（即漫畫分鏡方向從左到右，也繼承四格漫畫的「起承轉合」原理）。他聲稱自身繪畫技巧並不高明，也從來不曾在學校繪畫比賽得獎，僅靠著人生的心得、觀念、道理等在紙上傳達。由於深受莫尔迪略的作畫影響，他的畫風顯得非常簡單又情趣。A4白紙和0.5筆尖粗度鋼筆為他的傳統作畫文具，而Adobe Photoshop卻作為數碼繪畫修改軟件。

## 作品
- 《平旦漫畫》系列
  - 《平旦漫畫》創刊號
  - 《有平旦！所以我快乐！》
  - 《平旦漫画珍藏本》
  - 《超废事件106》
  - 《上班猪罗纪》
  - 《天方夜谭》搞笑版
  - 《天方夜谭2：神秘之旅》
  - 《疯狂校园》
  - 《生活很废》
  - 《我和我的爱》
  - 《废仔大出击》
  - 《快乐WALAU200招》
  - 《减轻考试压力的200个够力秘诀》
  - 《疯狂校园3：校园傻仔重出江湖》
  - 《校园恶搞》
  - 《校园废材四人组》
  - 《废王大爆笑》
  - 《笑到爆》
  - 《废到你发傻》
  - 《老师的如来神掌》
  - 《爆笑课堂》
  - 《平旦漫画精选第一集》
  - 《平旦漫画精选第二集》
  - 《狂笑拳掌门人》
  - 《最佳搞笑奖》（《平旦漫画》3本合订本）
  - 《傻到醬》
  - 《絕世夠力搞笑廢材》
  - 《喜怒哀樂笔记本》1-4
  - 《A Stupid, An Idiot, A Dummy and A Nut》
- 《武林贱客》系列
  - 《武林贱客：天下第一废》
  - 《武林贱客2：笑爆武林》
- 《佛法漫畫》系列
- 其他
  - 《有读有保佑》
  - 《沒有書名》惡搞筆記本

## 外部連結
- 《平旦漫畫》官方面子書專頁
- 《平旦漫畫》官方Instagram專頁
- 《佛法漫畫》官方面子書專頁